# Dictyonema ligulatum
Dictyonema ligulatum är en lavart som först beskrevs av August von Krempelhuber och som fick sitt nu gällande namn av Alexander Zahlbruckner 1908. 
Dictyonema ligulatum ingår i släktet Dictyonema, klassen Agaricomycetes, divisionen basidiesvampar och riket svampar. Inga underarter finns listade i Catalogue of Life.